# Lemur-2

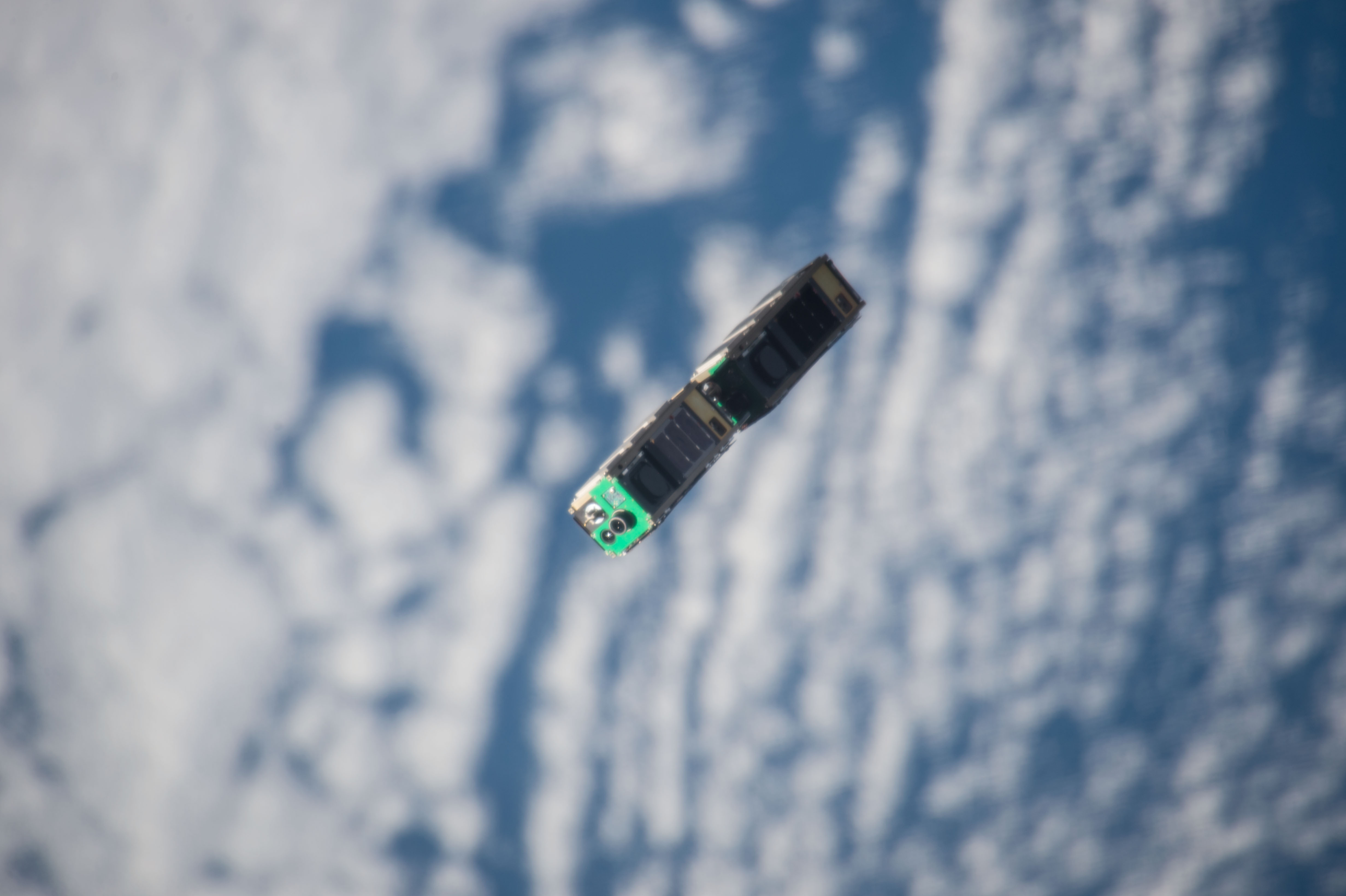
Zwei Lemur-2-Satelliten nach dem Aussetzen von der ISS, Solarmodule noch nicht entfaltet (2016)

Lemur-2 (kurz für Low Earth orbit Multi-Use Receiver, etwa „Mehrzweckempfänger im niedrigen Erdorbit“) ist ein Satellitenbus und eine Satellitenkonstellation des US-amerikanischen Raumfahrtunternehmens Spire Global. Spire betreibt etwa 45 Lemur-2-Satelliten, die zur Wetterbeobachtung, zur Schiffsverfolgung und zur Luftfahrtüberwachung genutzt werden. Das Geschäftsmodell des Unternehmens besteht einerseits im Verkauf der gewonnenen Beobachtungsdaten, andererseits entwickelt und betreibt es auch kundenspezifische Satelliten auf Basis des Lemur-2-Busses.

## Satellitentechnik
Der Lemur-2-Bus hatte zunächst 3U-CubeSat-Format, das heißt die Satelliten maßen etwa 30 × 10 × 10 cm. Seit 2022 werden zusätzlich auch Lemur-2-Satelliten in größeren Formaten wie 6U und 16U gebaut. Alle diese Satelliten sind zur Stromversorgung mit zwei Solarmodulen ausgestattet. 2022 kündigte Spire an, auch ein Ionentriebwerk zu verbauen, sodass Manöver zur Kollisionsvermeidung und aktives Deorbiting ermöglicht werden.
Die Satelliten der Lemur-2-Konstellation tragen drei Nutzlasten:
- Stratos, ein Empfänger für die Signale der Navigationssysteme GPS, Galileo, GLONASS und QZSS. Hiermit werden durch Radio-Okkultationsmessungen die Temperatur, den Luftdruck und die Luftfeuchte der Erdatmosphäre bestimmt. Außerdem dienen die Messungen zur Überwachung des Weltraumwetters.
- Sense, ein Empfänger für verschiedene Varianten von AIS-Signalen. Dieser ermöglicht die weltweite Verfolgung von Schiffen.
- AirSafe, ein  ADS-B-Empfänger zur weltweiten Verfolgung von Flugzeugen. AirSafe ist nur auf den seit 2018 gestarteten Satelliten vorhanden.

Kundensatelliten werden je nach Bedarf mit anderen Nutzlasten ausgestattet. Beispielsweise betreibt Spire für das kanadische Unternehmen NorthStar die Satellitenkonstellation „Skylark“ mit optischen Sensoren zur Überwachung von Weltraummüll und anderen Weltraumobjekten. Für das deutsche Unternehmen OroraTech wurden Satelliten mit Wärmebildkameras zur Waldbranderkennung ausgestattet.
Zum Test des Satellitenbusses wurde 2014 der Satellit Lemur-1 gestartet. Er befindet sich nach wie vor im Erdorbit (Stand: Anfang 2025).

## Konstellation

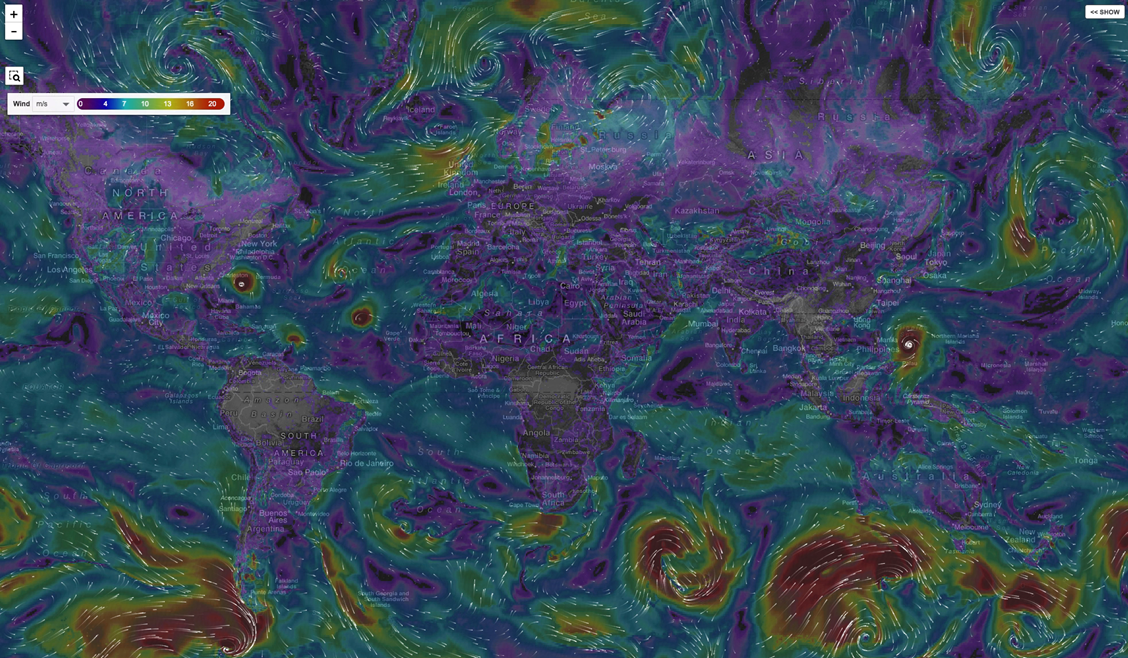
Wettervorhersagemodell vom 8. Januar 2019 auf Basis der Lemur-2-Daten

Der Aufbau der Lemur-2-Konstellation begann 2015. Seitdem wurden in jedem Jahr weitere Satelliten gestartet. Sie werden in Umlaufbahnen von etwa 400 bis 600 km Höhe betrieben und haben eine Lebensdauer von wenigen Jahren, sodass die meisten der bislang gestarteten Satelliten bereits wieder in der Erdatmosphäre verglühten. Die im Erdorbit verbliebenen Lemur-2-Exemplare bilden eine der zwölf größten kommerziellen Satellitenkonstellation.
| Jahr   | gestartete Satelliten | davon Fehlstarts | noch im Erdorbit | CubeSat- Format |
| ------ | --------------------- | ---------------- | ---------------- | --------------- |
| 2015   | 4                     | –                | 4                | 3U              |
| 2016   | 17                    | 1                | –                | 3U              |
| 2017   | 46                    | 10               | 7                | 3U              |
| 2018   | 28                    | –                | 12               | 3U              |
| 2019   | 16                    | –                | –                | 3U              |
| 2020   | 18                    | 2                | 1                | 3U              |
| 2021   | 16                    | –                | 2                | 3U              |
| 2022   | 8                     | –                | –                | 3U, 6U          |
| 2023   | 15                    | –                | ≤ 11             | 3U, 6U          |
| 2024   | 8                     | –                | ≤ 9              | 3U              |
| Gesamt | 176                   | 13               | ≤ 46             |                 |

Stand: 31. Dezember 2024, ohne kundenspezifische Satelliten

## Kundensatelliten
Die folgenden Satelliten auf Basis des Lemur-2-Busses werden für besondere Anwendungen genutzt (Stand 18. März 2025):
| Name    | Zweck                       | Nutzer                          | Anzahl | Format | Startzeitraum |
| ------- | --------------------------- | ------------------------------- | ------ | ------ | ------------- |
| Adler   | Space Situational Awareness | Österreichisches Weltraum Forum | 2      | 3U     | 2022, 2023    |
| Ella    | Kommunikationssatellit      | hiSky                           | 1      | 4U     | 2023          |
| Forest  | Waldbrandüberwachung        | Orora Technologies              | 2      | 6U     | 2022, 2023    |
| GHGSat  | Treibhausgasüberwachung     | GHGSat                          | 3      | 16U    | 2023          |
| Hubble  | Kommunikationssatelliten    | Hubble Network                  | 3      | 16U    | 2024          |
| Sejong  | optische Erdbeobachtung     | Hancom InSpace                  | 1      | 6U     | 2022          |
| Skylark | Space Situational Awareness | NorthStar Earth & Space         | 4      | 16U    | 2024          |
| Vindlér | Funküberwachung             | Sierra Nevada Corporation       | 4      | 6U     | 2023          |

## Hersteller und Betreiber

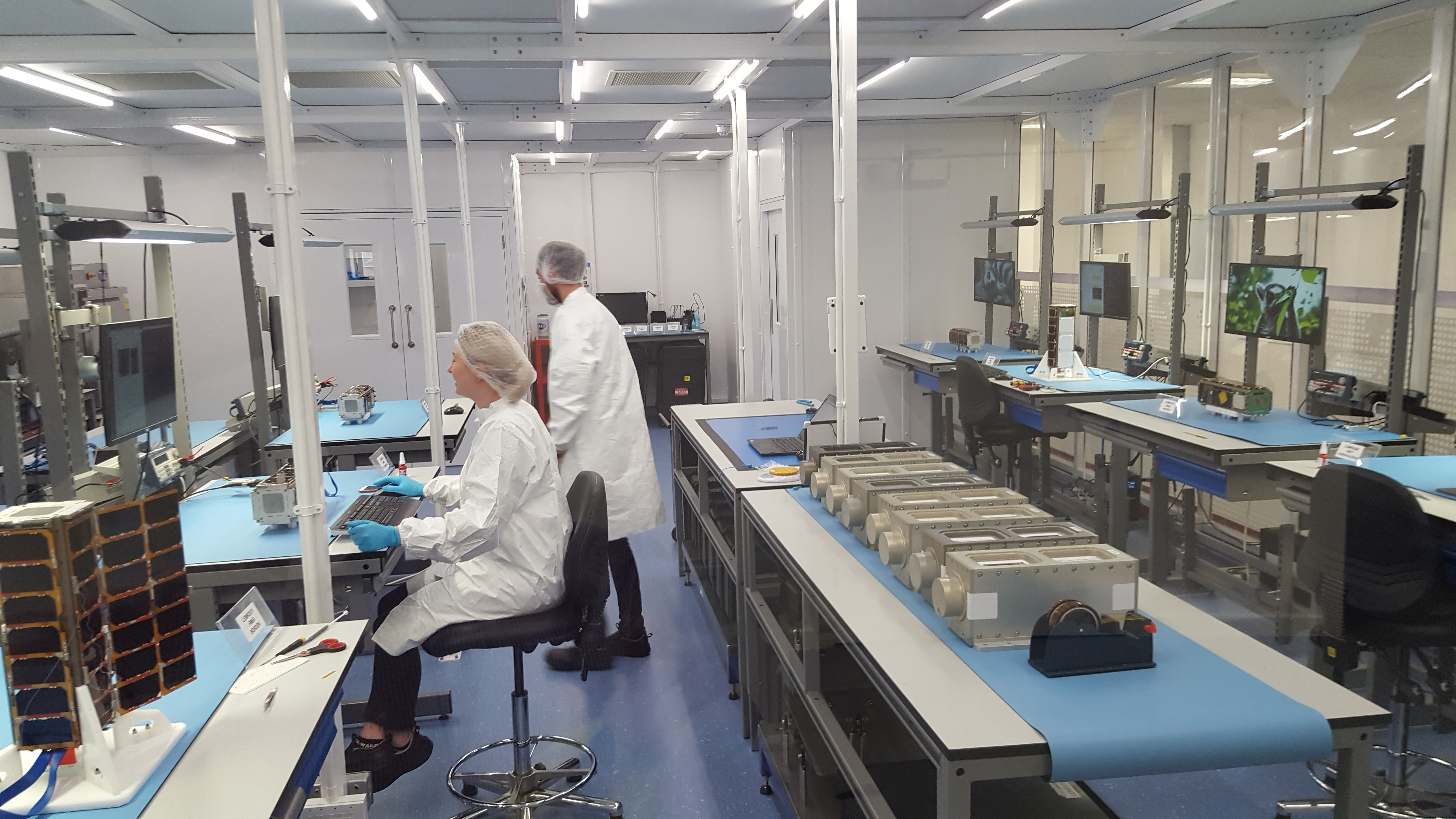
Lemur-Satellitenfertigung in Glasgow (2017)

Spire Global wurde 2012 als NanoSatisfi Inc. gegründet. 2021 ging das Unternehmen an die Börse. Spire hat seinen Hauptsitz in San Francisco; daneben bestehen weitere Standorte in den USA sowie Niederlassungen in Europa und in Singapur. Die Lemur-2-Satelliten werden in Glasgow (Schottland) entwickelt und gefertigt. Weltweit beschäftigte der Spire-Konzern Ende 2023 etwa 400 Mitarbeiter.
Das Unternehmen ist seit seiner Gründung defizitär. Im Geschäftsjahr 2023 erwirtschaftete es einen Verlust von 64 Millionen US-Dollar bei einem Umsatz von 106 Millionen Dollar, nach 80 Mio. Umsatz und 89 Mio. Verlust im Vorjahr.